# Gibraltar Street Soccer League
Un proyecto de fútbol callejero (Street Soccer League) fue lanzado en Gibraltar en el invierno (enero) de 2016, sus principales impulsores fueron John Recicar, Marko Simonek, Leoyer y Mario Moledo el torneo se jugará con 5 jugadores por equipo al igual que en fútbol sala. Actualmente es auspiciado por Gape.

## Lista de Campeones
| Torneo         | Campeón      | Subcampeón     |
| -------------- | ------------ | -------------- |
| Invierno 2016  | F.C. Magpies | F.C. Renegades |
| Primavera 2016 | J.P. Haulage | Cassava        |
| Verano 2016    |              |                |

## Títulos por club
| Club           | Títulos | segundo | Campeonatos |
| -------------- | ------- | ------- | ----------- |
| Cassava        | 1       | 1       | V-2016      |
| J.P. Haulage   | 1       | 0       | P-2016      |
| F.C. Magpies   | 1       | 0       | I-2016      |
| F.C. Renegades | 0       | 1       |             |

## Más participaciones
| Club             | Participaciones | Torneos                |
| ---------------- | --------------- | ---------------------- |
| F.C. Renegades   | 3               | I-2016, P-2016, V-2016 |
| F.C. Magpies     | 2               | I-2016, P-2016         |
| F.C. Swingers    | 2               | I-2016, P-2016         |
| J.P. Haulage     | 2               | P-2016, V-2016         |
| Cassava          | 2               | P-2016, V-2016         |
| FC Cornwalls     | 1               | V-2016                 |
| Selecao          | 1               | V-2016                 |
| Maccabi Jnr      | 1               | V-2016                 |
| Maccabi FC       | 1               | P-2016                 |
| Balcony Boys     | 1               | P-2016                 |
| Sharks           | 1               | P-2016                 |
| Main Street FC   | 1               | P-2016                 |
| F.C. Mid Barba   | 1               | I-2016                 |
| Gib. All Stars   | 1               | I-2016                 |
| Jocks Reprobates | 1               | I-2016                 |
| F.C. Savages     | 1               | I-2016                 |

## Torneo de invierno 2016
El torneo se jugó el 30 de enero

### Tabla de posiciones
| Pos. | Equipo           | PJ | V | E | D | F  | C  | DG  | Pts. |
| ---- | ---------------- | -- | - | - | - | -- | -- | --- | ---- |
| 1º   | F.C. Renegades   | 6  | 6 | 0 | 0 | 28 | 11 | 17  | 18   |
| 2º   | F.C. Magpies     | 6  | 5 | 0 | 1 | 41 | 13 | 28  | 15   |
| 3º   | F.C. Mid Barba   | 6  | 3 | 1 | 2 | 16 | 9  | 7   | 10   |
| 4º   | Gib. All Stars   | 6  | 3 | 0 | 3 | 17 | 23 | -6  | 9    |
| 5º   | Jocks Reprobates | 6  | 2 | 1 | 3 | 16 | 22 | -6  | 7    |
| 6º   | F.C. Savages     | 6  | 0 | 1 | 5 | 11 | 27 | -16 | 1    |
| 7º   | F.C. Swingers    | 6  | 0 | 1 | 5 | 4  | 28 | -24 | 1    |

### Partidos
| Partidos         | Partidos | Partidos         |
| Equipo 1         | Res.     | Equipo 2         |
| ---------------- | -------- | ---------------- |
| F.C. Renegades   | 5 - 2    | F.C. Magpies     |
| F.C. Mid Barba   | 5 - 0    | Gib. All Stars   |
| Jocks Reprobates | 3 - 2    | F.C. Savages     |
| F.C. Magpies     | 4 - 1    | F.C. Mid Barba   |
| Gib. All Stars   | 4 - 1    | Jocks Reprobates |
| F.C. Savages     | 1 - 1    | F.C. Swingers    |
| F.C. Renegades   | 2 - 0    | F.C. Mid Barba   |
| F.C. Magpies     | 8 - 0    | Gib. All Stars   |
| Jocks Reprobates | 5 - 1    | F.C. Swingers    |
| Jocks Reprobates | 3 - 3    | F.C. Mid Barba   |
| Gib. All Stars   | 4 - 1    | F.C. Savages     |
| F.C. Renegades   | 3 - 0    | F.C. Swingers    |
| F.C. Renegades   | 8 - 3    | Gib. All Stars   |
| F.C. Magpies     | 8 - 2    | Jocks Reprobates |
| F.C. Mid Barba   | 3 - 0    | F.C. Savages     |
| Gib. All Stars   | 6 - 0    | F.C. Swingers    |
| F.C. Renegades   | 4 - 2    | Jocks Reprobates |
| F.C. Magpies     | 10 - 3   | F.C. Savages     |
| F.C. Mid Barba   | 4 - 0    | F.C. Swingers    |
| F.C. Magpies     | 9 - 2    | F.C. Swingers    |
| F.C. Renegades   | 6 - 1    | F.C. Savages     |

### Final
| Equipo 1     | Res.  | Equipo 2       |
| ------------ | ----- | -------------- |
| F.C. Magpies | 6 - 4 | F.C. Renegades |

## Torneo de Primavera 2016
El torneo se jugó el 17 de abril.

### Equipos participantes
| Grupo A          | Grupo B        |
| ---------------- | -------------- |
| J.P. Haulage (C) | FC Renegades   |
| Maccabi FC       | Sharks         |
| Balcony Boys     | Main Street FC |
| FC Magpies       | FC Swingers    |
| Cassava (SU)     |                |

## Torneo de Verano 2016
El torneo se jugó el 25 de setiembre.

### Participantes
| Club           | Descripción                        | Resultado |
| -------------- | ---------------------------------- | --------- |
| JP Haulage Ltd | Campeón del torneo de Primavera    |           |
| FC Renegades   | Subcampeón del torneo de invierno  |           |
| FC Cornwalls   |                                    |           |
| Selecao        | Equipo de estrellas                |           |
| Cassava (C)    | Subcampeón del torneo de primavera | Campeón.  |
| Maccabi Jnr    |                                    |           |